# 제15군 (일본군)
제 15군(第15軍（だいじゅうごぐん）)은 일본 제국 육군의 [야전군]의 하나이다. 1941년 11월에 편성되어 버마 방면을 담당했다.

## 구조

### 지휘부

#### 사령관
- 이이다 쇼우지로 중장(飯田祥二郎) : 1941년 11월 5일 ~ 1943년 3월 18일
- 무타구치 렌야 중장(牟田口廉也) : 1943년 3월 18일 ~ 1944년 8월 30일
- 카타무라 시하치 중장(片村四八)  : 1944년 8월 30일 ~ 종전

### 편성

#### 임팔 작전당시
- 제15사단(第15師団)
- 제31사단(第31師団)
- 제33사단(第33師団)